# 椑木镇
椑木镇，是中华人民共和国四川省内江市东兴区下辖的一个乡镇级行政单位。2019年12月，撤销中山镇、椑南镇和小河口镇，将其所属行政区域划归椑木镇管辖。

## 行政区划
椑木镇下辖以下地区：
玉屏社区、马南社区、内糖社区、峨柴社区、四合村、光荣村、新渡村、互助村、团结村、同乐村和月池村。